# Xanthomyrtus diplycosiifolia
Xanthomyrtus diplycosiifolia är en myrtenväxtart som först beskrevs av Charles Budd Robinson, och fick sitt nu gällande namn av Elmer Drew Merrill. Xanthomyrtus diplycosiifolia ingår i släktet Xanthomyrtus och familjen myrtenväxter. Inga underarter finns listade i Catalogue of Life.